# Dzmitryj Bonachau
Dzmitryj Bonachau (biał. Дзмітрый Бонахаў; ur. 26 sierpnia 1972 w Pieczkowiczach w rejonie mścisławskim) – białoruski samorządowiec i działacz gospodarczy, od 2006 roku przewodniczący Bobrujskiego Miejskiego Komitetu Wykonawczego.
W 1989 roku rozpoczął pracę jako ślusarz w mścisławskiej fabryce samochodów. Po odbyciu służby wojskowej podjął naukę w Instytucie Kooperatywy w Homlu w obszarze księgowości, kontroli i analizy działalności gospodarczej. Pracował jako prezes miejskiego przedsiębiorstwa drobnego handlu w Mścisławiu, był również pierwszym zastępcą zarządcy handlowego w Osipowiczach oraz wiceprzewodniczącym Osipowickiego Rejonowego Komitetu Wykonawczego tamże. Kierował spółką „Klimowicka Fabryka Likierów i Wódek”. W 2005 roku ukończył Akademię Zarządzania przy Prezydencie Republiki Białorusi ze specjalnością ekonomia i zarządzanie przedsiębiorstwem przemysłowym. 27 grudnia 2006 roku został przewodniczących Bobrujskiego Miejskiego Komitetu Wykonawczego. Za jego kadencji wzniesiono w mieście tzw. pałac lodowy oraz rozpoczęto restaurację twierdzy bobrujskiej.